# Pheia pyrama
Pheia pyrama är en fjärilsart som beskrevs av Paul Dognin 1911. Pheia pyrama ingår i släktet Pheia och familjen björnspinnare. Inga underarter finns listade i Catalogue of Life.